# Leishan

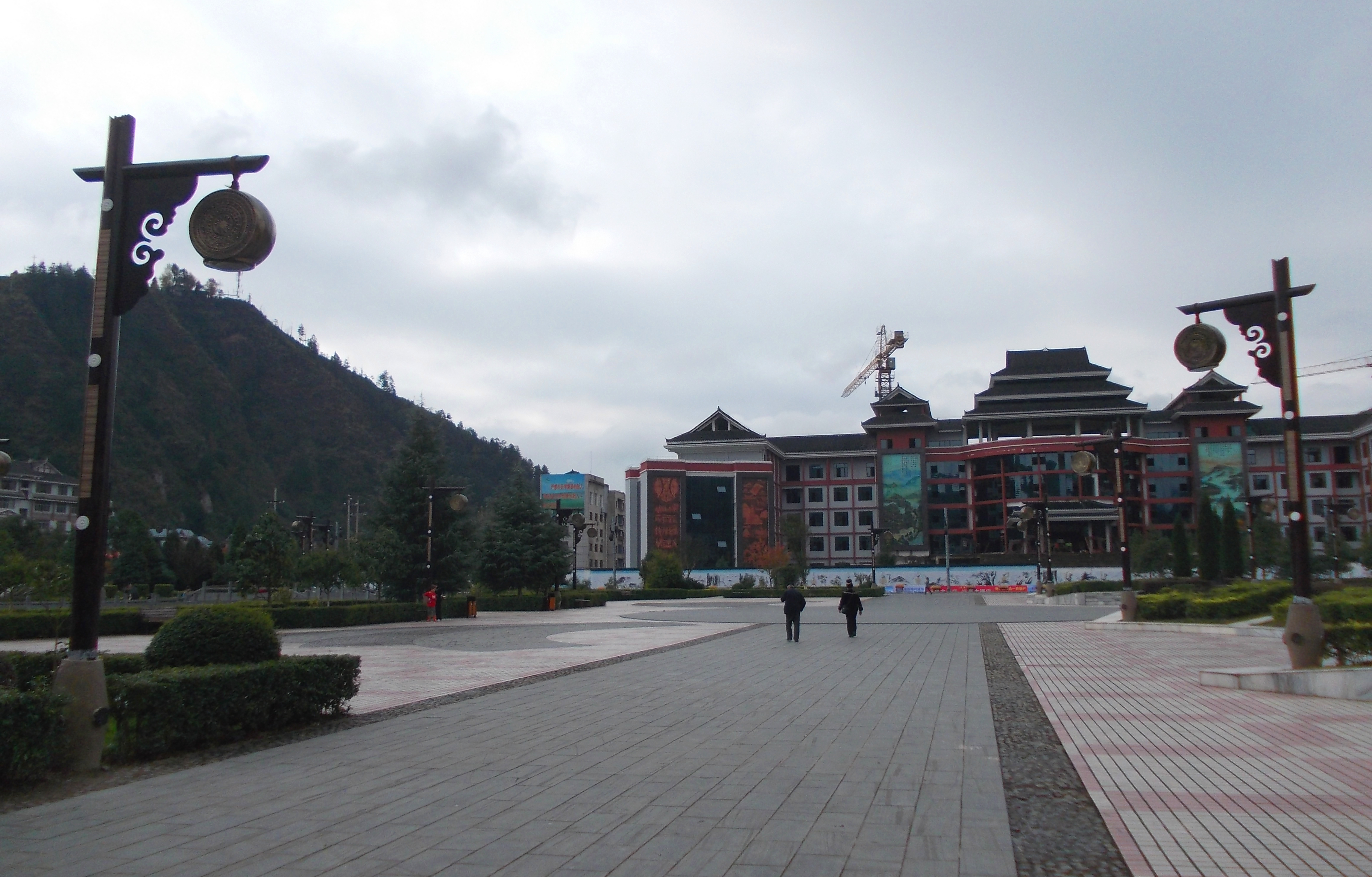
Leishan

Leishan (chinesisch 雷山县, Pinyin Léishān Xiàn) ist ein chinesischer Kreis des Autonomen Bezirks Qiandongnan der Miao und Dong im Südosten der Provinz Guizhou. Er hat eine Fläche von 1.202 km² und zählt 118.700 Einwohner (Stand: Ende 2018). Sein Hauptort ist die Großgemeinde Danjiang (丹江镇).
Die Gebäude des traditionellen Dorfes Shangzhai in Langde (Langde Shangzhai gu jianzhuqun 郎德上寨古建筑群), eines Palisadendorfes der Miao-Nationalität, stehen seit 2001 auf der Liste der Denkmäler der Volksrepublik China (5-400).